# Hôtel particulier Riabouchinski
L'hôtel particulier Riabouchinski (Особняк С. П. Рябушинского) est une villa de style art nouveau construite en 1900-1903 à Moscou. Cet édifice classé à la liste du patrimoine protégé abrite aujourd'hui le musée Gorki. L'entrée est gratuite.
L'hôtel particulier est situé au n° 6 de la rue Malaïa Nikitskaïa (stations de métro les plus proches : Barrikadnaïa, Arbatskaïa (les deux lignes à ce nom), Pouchkinskaïa). 

## Historique
La maison est construite par l'architecte Franz Schechtel pour le richissime négociant Stepan Riabouchinski, d'une lignée de Vieux Croyants fortunés. C'est le second édifice de l'architecte construit dans cette rue, le premier étant l'immeuble de rapport à l'angle de la rue Sadovaïa-Koudrinskaïa (numéro 2) construit pour N. S. Kahn.
La maison est de forme cubique. On remarque des éléments d'architecture du néo-gothique anglais et d'art décoratif mauresque, mais l'ensemble est typique de ce Modern style d'Europe du Nord tellement prisé au tournant du siècle. Les façades sont décorées de briques lasurées dans des tons clairs avec des mosaïques en frises et des représentations d'iris. La villa comprend un rez-de-chaussée, un étage supérieur et des combles, mais les fenêtres de formes diverses donnent l'impression de plus d'étages. La grille et les appuis aux fenêtres en fer forgé prenant la forme de vagues sont typiquement Art nouveau. Schechtel s'efforce de bannir ici tout angle droit dans la décoration.
L'intérieur qui se visite est remarquable. Mikhaïl Vroubel est l'auteur des éléments de décoration intérieure. L'escalier d'honneur surtout est exceptionnel, en forme de vagues. Il est de marbre blanc. Le lustre au-dessus donne l'illusion d'être une méduse. Les murs sont de ton vert clair. les poignées de porte représentent des hippocampes. Les motifs marins et végétaux sont conservés dans les autres pièces. Les combles du côté nord-ouest abritent une petite chapelle de rite Vieux Croyants dont on ne soupçonne pas la présence en regardant l'édifice de l'extérieur. En effet ce n'est qu'en 1905 que les Vieux Croyants cessent d'être discriminés dans l'Empire russe. 
L'escalier d'honneur en forme de vagues se trouve au milieu du rez-de-chaussée, dans le hall dont les plafonds s'élèvent à douze mètres de hauteur. Il est en pierre calcaire polie.

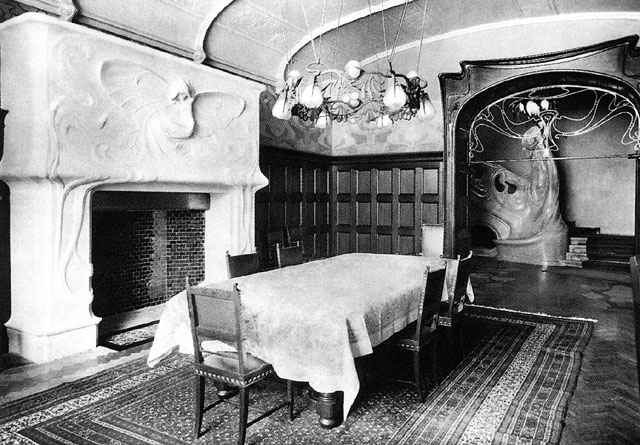
Intérieur.

Neuf vitraux ont été exécutés par Vinogradov selon les dessins de Schechtel. Ils représentent des paysages de pins et de prés, donnant ainsi l'illusion d'ouvrir à l'extérieur.
Stepan Riabouchinski est l'un des premiers dans l'histoire de l'art russe à collectionner et à faire restaurer des icônes anciennes ,. Après la révolution d'octobre, l'hôtel particulier est confisqué par la municipalité de Moscou. Il est affecté au commissariat du peuple aux Affaires étrangères, à la maison d'éditions d'État de la république socialiste fédérative soviétique de Russie et à l'Institut d'État de psychanalyse, ainsi qu'à un jardin d'enfants. Du mobilier et des éléments de décor disparaissent à cette époque, ainsi qu'une cheminée en marbre de Carrare exceptionnelle. Le système de ventilation très moderne est détruit. 
L'écrivain protégé par le régime, Maxime Gorki, reçoit le privilège de s'installer ici à partir de 1931.
Il n'a jamais rencontré l'ancien propriétaire, mais a pu aider son frère Dimitri, après sa libération des geôles tchékistes en 1918, à l'abriter chez lui dans son appartement de Petrograd avant qu'il ne réussisse à émigrer. 
L'hôtel particulier et les communs attenants sont inscrits à la liste du patrimoine protégé d'importance fédérale.
Le musée Gorki a ouvert dans ses murs en 1965.

## Illustrations

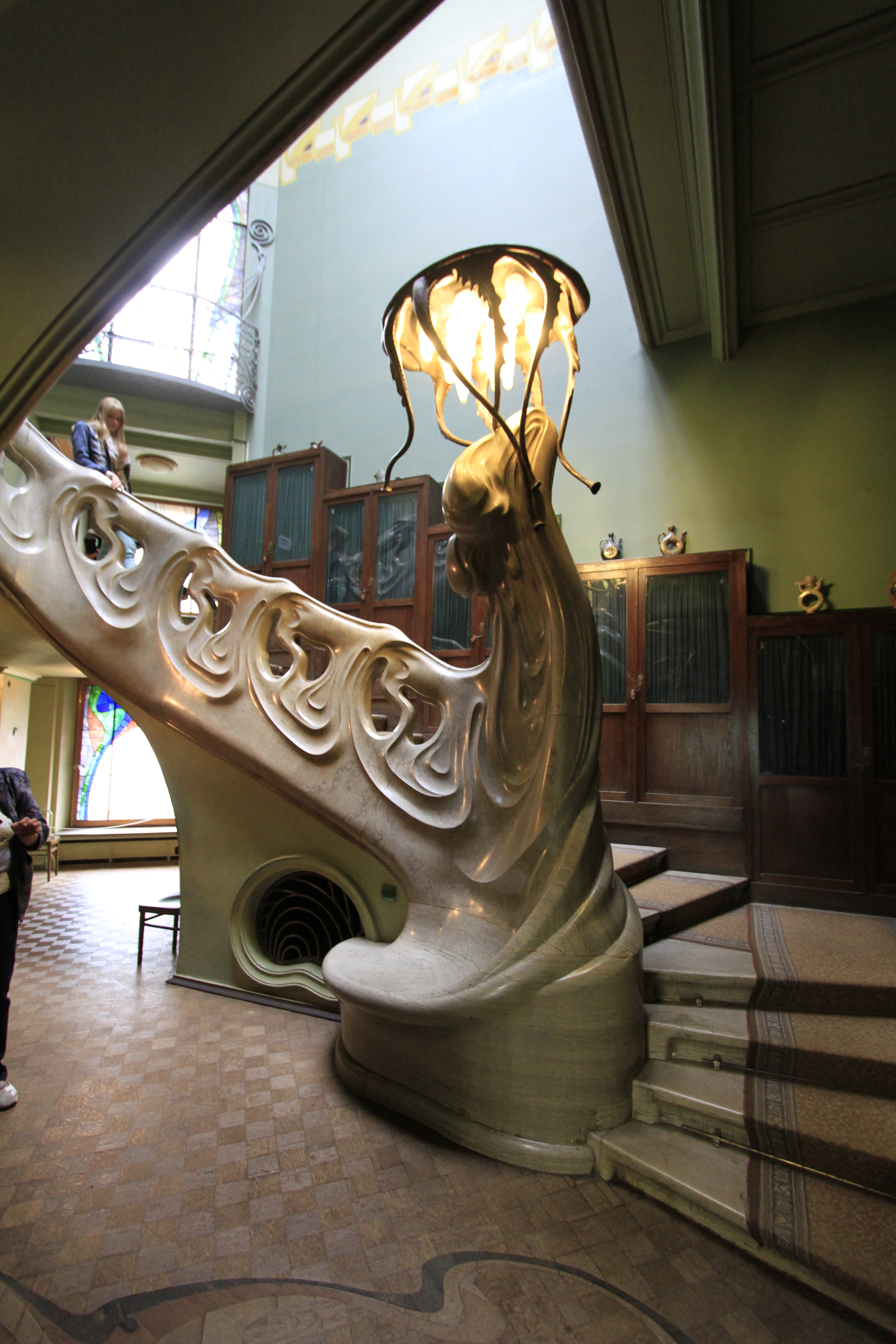
Vue de l'escalier de marbre
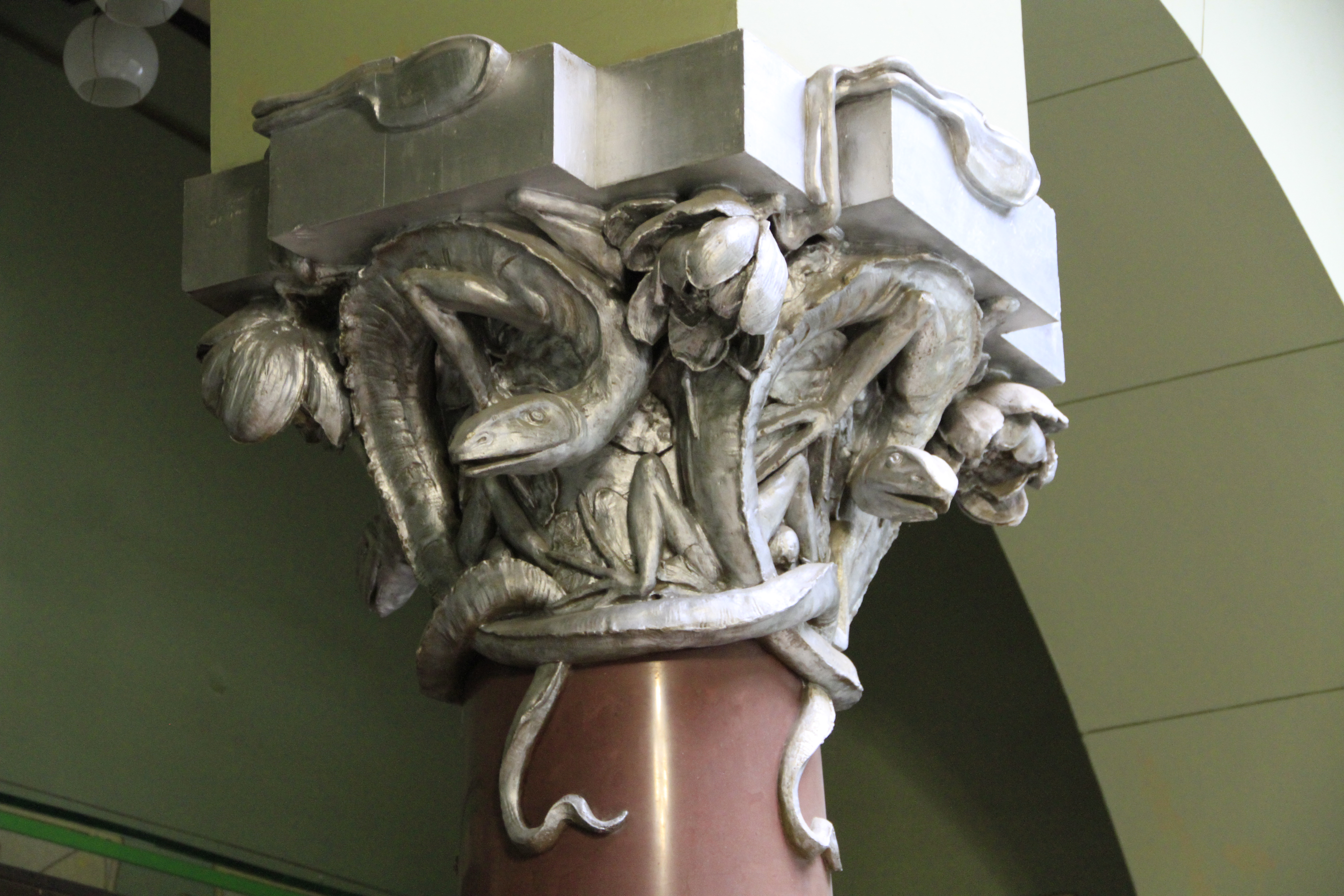
Détail d'un chapiteau avec serpent du hall de l'escalier d'honneur
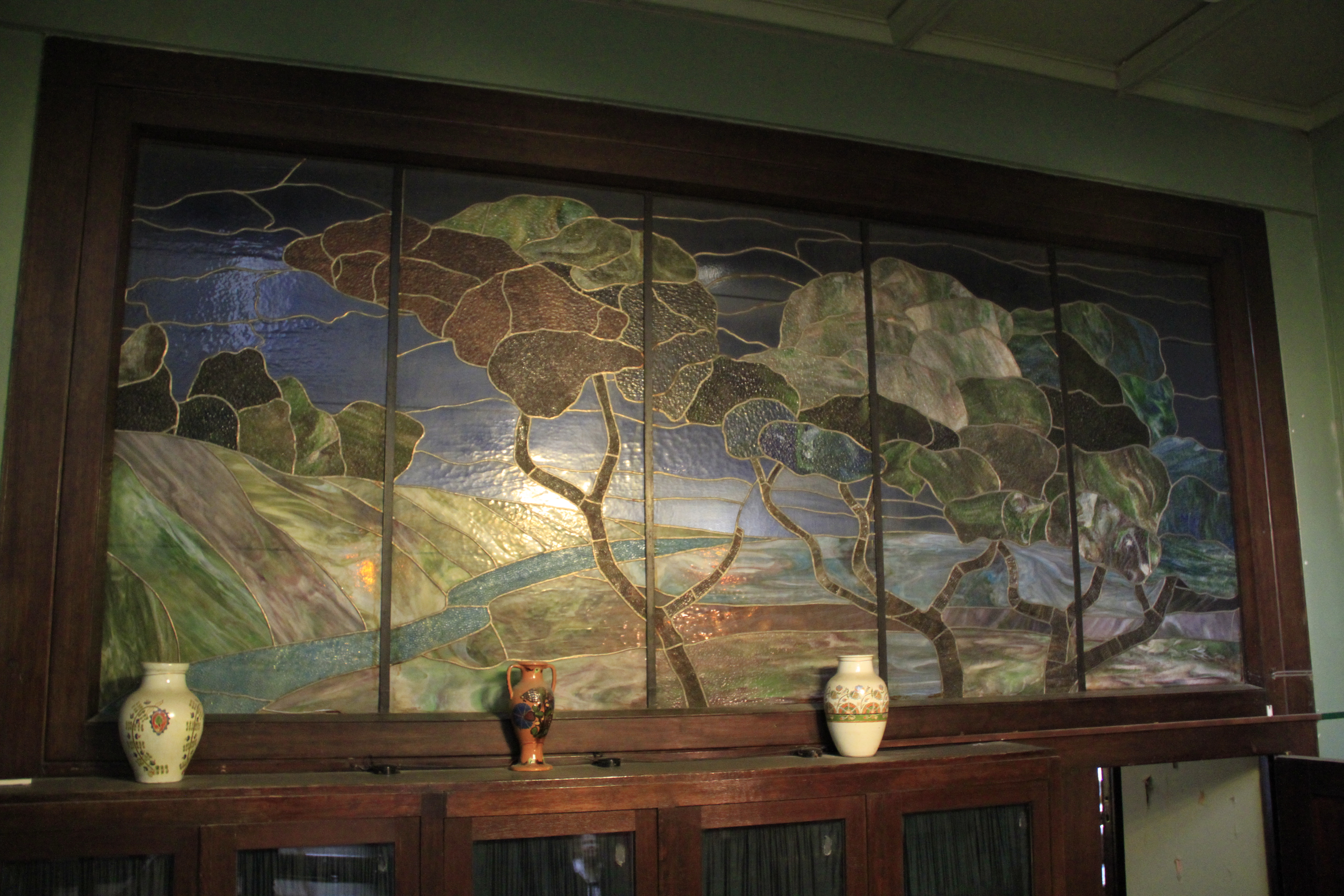
Vitrail
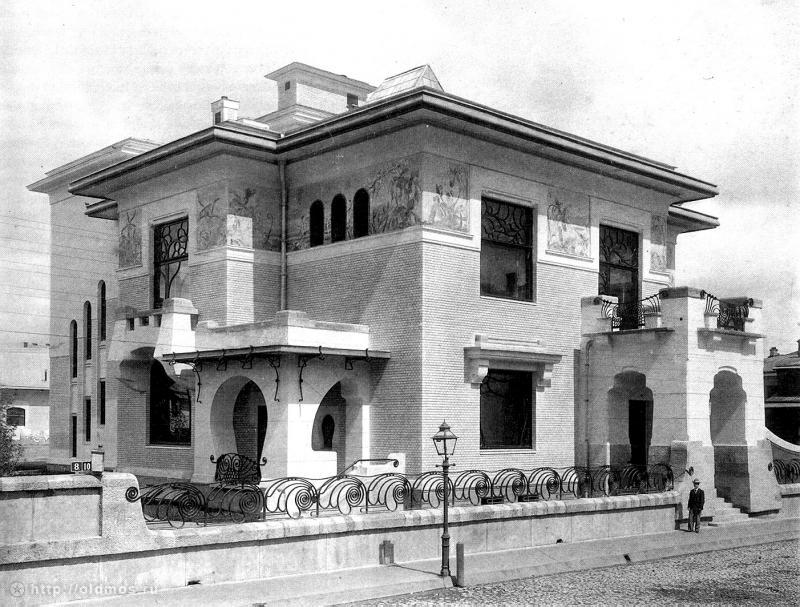
La maison venant d'être construite

## Source
- (ru) Cet article est partiellement ou en totalité issu de l’article de Wikipédia en russe intitulé « Особняк С. П. Рябушинского » (voir la liste des auteurs).